# Круглово (Кировская область)
Круглово — село в Слободском районе Кировской области в составе Светозаревского сельского поселения.

## География
Находится на расстоянии примерно 12 км по прямой на юго-восток от районного центра города Слободской.

## История
Известна с 1802 года, когда здесь (деревня Кругловская) было учтено 103 двора и 454 новокрещённых удмурта мужского пола. Преображенская каменная церковь была построена в 1837 году. В 1873 году в селе учтено дворов 3 и жителей 16, в 1905 3 и 25, в 1926 7 и 18, в 1950 7 и 33, в 1989 оставалось 18 человек.

## Население
Постоянное население составляло 13 человек (удмурты 100 %) в 2002 году, 5 в 2010.